# Bitwa pod Spoletium
Bitwa pod Spoletium – starcie zbrojne, które miało miejsce w trakcie walk optymatów z popularami w roku 82 p.n.e. w tak zwanej I wojnie domowej w republikańskim Rzymie (83–82 p.n.e.).
Do bitwy doszło krótko po nierozstrzygniętym boju pod Kluzjum. W wyniku kolejnej bitwy rozegranej pod Spoletium wojska dowodzone przez Gajusza Karrynasa (zwolennika Gajusza Mariusza ze stonnictwa popularów) poniosły klęskę w starciu z siłami Gnejusza Pompejusza oraz Marka Krassusa. Straty wojsk Karrynasa wyniosły 3000 lub 5000 żołnierzy. Został zamknięty w okrążonym mieście. Po klęsce Karrynas pod osłoną nocy opuścił oblężone miasto i zbiegł do Rzymu.